# Frank Neubauer

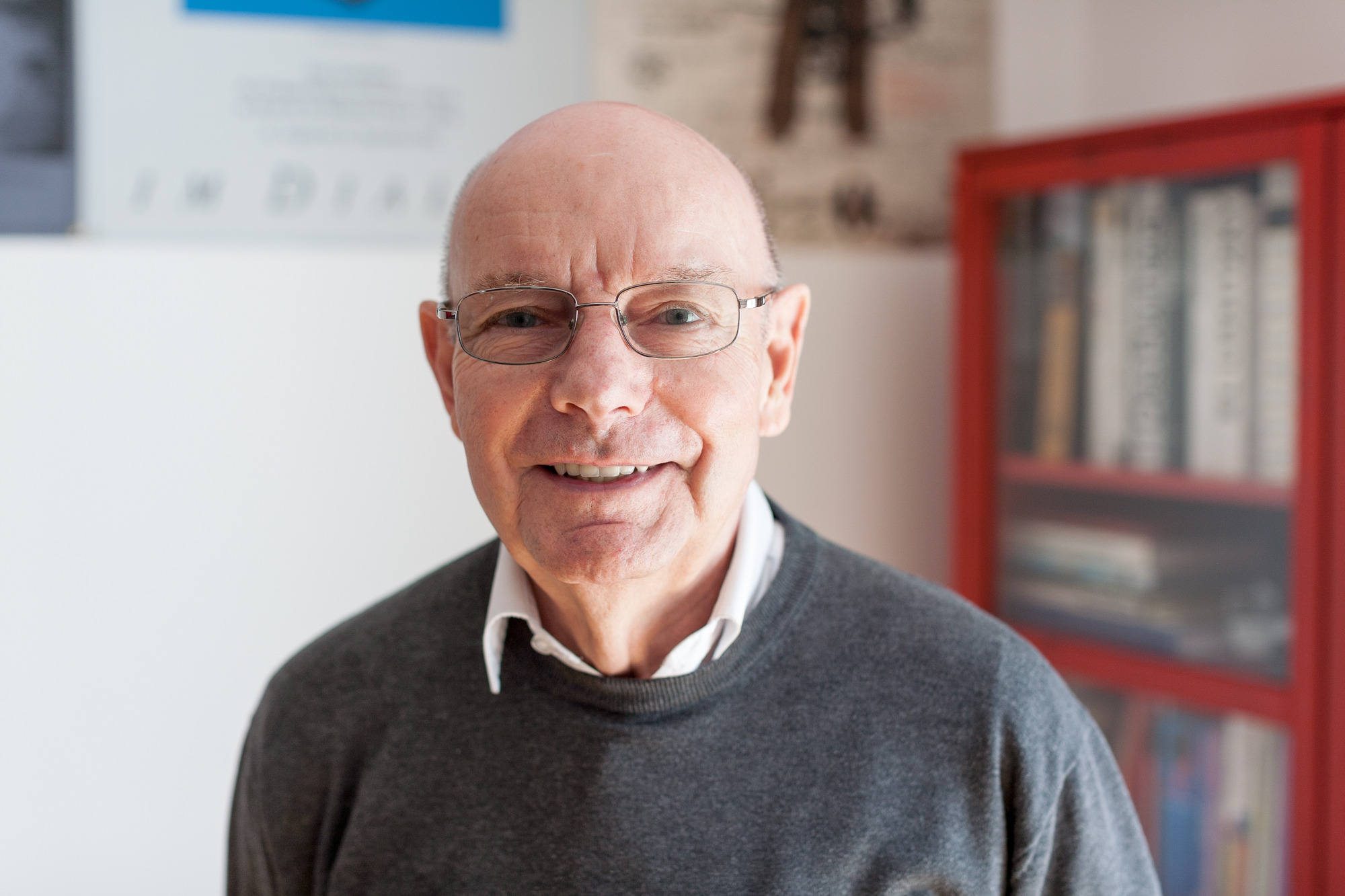
Frank Neubauer (2016)

Frank Neubauer (* 29. März 1941 in Hirschberg im Riesengebirge) ist ein deutscher  Grafikdesigner und Designpädagoge. Für seine Plakate und Buchgestaltungen erhielt er zahlreiche Preise und Auszeichnungen.

## Leben und Werk

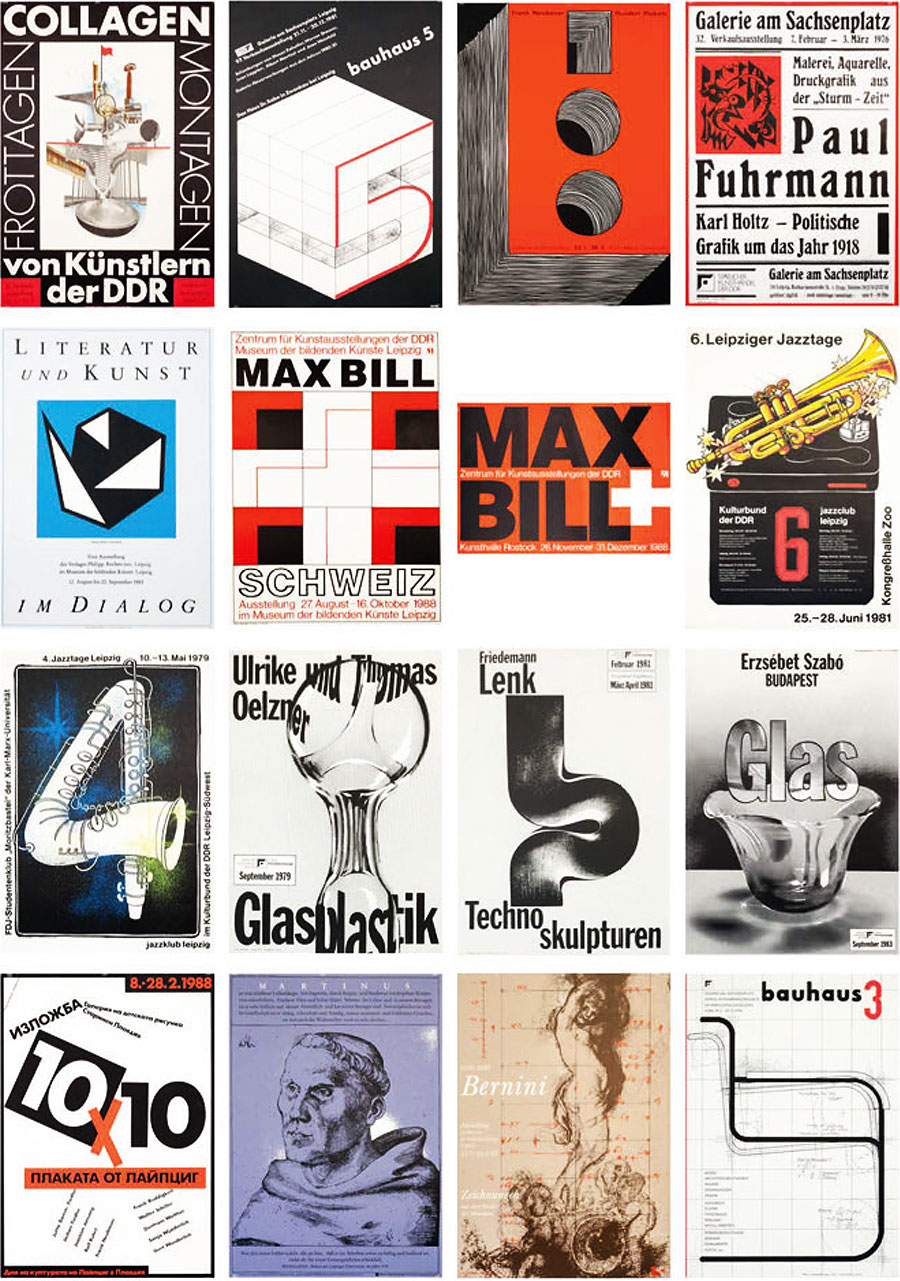
Plakate von Frank Neubauer

Neubauer war der Sohn eines selbständigen Schriftenmalermeisters. Er absolviert von 1955 bis 1958 eine Lehre als Schriftsetzer und arbeitete dann bis 1963 als Schrift- und Reklamemaler und arbeitete bis 1963 in diesem Beruf. Ab 1959 besuchte er eine Abendoberschule und legte 1963 sein Abitur ab.
Von 1963 bis 1967 studierte er bei Günter-Albert Schulz Kunstpädagogik und Germanistik an der Karl-Marx-Universität Leipzig und von 1967 bis 1971 Angewandte Grafik an der Hochschule für Grafik und Buchkunst Leipzig, u. a. bei Heinz Wagner und Walter Schiller.
Von 1967 bis 2006 übte er eine künstlerische Lehrtätigkeit am Institut für Kunstpädagogik der Universität Leipzig aus. Seine Lehrgebiete waren Malerei, Grafik, Gebrauchsgrafik, Schriftgestaltung, Typografie und Fotografik. Er wurde 1976 Oberassistent. 1983 erfolgte die Berufung zum Dozenten und 1987 zum Professor mit künstlerischer Lehrtätigkeit für Gebrauchsgrafik an der Karl-Marx-Universität Leipzig. 2006 beendete er die Lehrtätigkeit.
Als Dozent in der künstlerischen Ausbildung von Lehrern und Kunstvermittlern am Leipziger Institut für Kunstpädagogik konnte er die Einheit von Lehre und Kunst in unterschiedlichster Weise umsetzen und seit 1987 im Rahmen seiner an ostdeutschen Universitäten einzigartigen Professur mit künstlerischer Lehrtätigkeit für Gebrauchsgrafik profilieren.
Neubauer übt seit 1967 eine freiberufliche künstlerische Tätigkeit als Gebrauchsgrafiker und Grafikdesigner aus.
Er war bis 1990 Mitglied des Verbands Bildender Künstler der DDR und dort ab 1978 Mitglied des Vorstands des Bezirksverbands Leipzig und Vorsitzender der Bezirks-Sektion Gebrauchsgrafik.  Er hatte in der DDR und im Ausland eine bedeutende Zahl von Einzelausstellungen und Ausstellungsbeteiligungen, u. a. von 1977 bis 1988 an der VIII. bis X. Kunstausstellung der DDR in Dresden.
Von 1975 bis 1990 arbeitete er mit Jutta Damm-Fiedler und Jochen Fiedler in der Arbeitsgemeinschaft Gruppe Plus zusammen und war er an deren Ausstellungen beteiligt.

## Grafikdesign
In seiner Formensprache legt Neubauer besonderen Wert auf Klarheit und Sachlichkeit – eine gestalterische Haltung, die u. a. an die Tradition des Bauhauses und der russischen Konstruktivisten anknüpft. Das Spektrum des Schaffens ist äußerst vielfältig und reicht von der werbegrafischen Arbeit für verschiedene Organisationen über die Buch-, Plakat- und Kalendergestaltung bis hin zur Entwicklung visueller Erscheinungsbilder. Eine besondere Domäne seines Schaffens ist die Plakatkunst. Er war fünfmal Preisträger bei den »100 Besten Plakaten des Jahres der DDR«.

## Designpädagogik
Als Leiter der Abteilung Theorie und Praxis des Designs und Mitglied der Institutsleitung des Instituts für Kunstpädagogik der Universität Leipzig (Institutsdirektor von 1989 bis 1992) trug Neubauer ab 1992 wesentlich dazu bei, die traditionsreiche kunstpädagogische Ausbildung an der Universität Leipzig weiter auszuprägen. Er verband die theoretische, praktische und didaktische Lehre der Bereiche der freien bildenden Kunst gleichwertig und beziehungsreich mit den Bereichen der angewandten Kunst und des Designs. In seiner Lehrtätigkeit ließ er seine vielfältigen berufspraktischen Erfahrungen als Grafikdesigner und Art Director einfließen und brachte den Studierenden unmittelbare Praxisbezüge nahe.

## Personalausstellungen (unvollständig)
- 1981–1983: 100 Plakate. Karl-Marx-Universität Leipzig und weitere Städte
- 1991: Plakate zu Kunstausstellungen. Galerie-Augenblick Leipzig
- 2016: Art for Art. Frank Neubauer. Plakate zu Kunstereignissen 1972–97. Institut für Kunstpädagogik Leipzig

## Ehrungen (unvollständig)
- 1976: Kunstpreis der Stadt Leipzig (mit Jutta Damm-Fiedler und Jochen Fiedler)
- 1977: Anerkennungspreis der Internationalen Buchkunst-Ausstellung (IBA) in Leipzig
- 1977: Diplom der Grafik-Biennale in Kraków
- 2006: Ehrenpreis des Instituts für Kunstpädagogik

## Öffentliche Sammlungen mit Werken Neubauers
- Leipzig: GRASSI Museum für Angewandte Kunst
- Leipzig: Stadtgeschichtliches Museum Leipzig
- Altenburg/Thür.: Lindenau-Museum Altenburg